# Hemilea malgassa
Hemilea malgassa är en tvåvingeart som beskrevs av Albany Hancock 1985. Hemilea malgassa ingår i släktet Hemilea och familjen borrflugor.
Artens utbredningsområde är Madagaskar. Inga underarter finns listade i Catalogue of Life.